# Mannatech
Mannatech, Incorporated, — транснациональная компания, использующая модель сетевого маркетинга, занимающаяся исследованием и распространением так называемых гликонутриентов (glyconutrients).
Компания представлена на бирже NASDAQ и на июль 2007 года её рыночная капитализация составила около 280 миллионов долларов (компания с малой капитализацией (small-cap company) согласно классификации).
Mannatech основана в 1994 году Сэмом Кастером и её штаб-квартира располагается в городе Коппелл, штат Техас. Компания действует в США, Канаде, Австралии, Великобритании, Японии, Новой Зеландии, Южной Корее, Тайване, Дании, Германии и Мексике.
Журналистское расследование «20/20» вышедшее в эфир 1 июня 2007 года показало, как независимые партнеры по продажам Mannatech обучают новичков маркетингу продуктов компании среди пациентов с определенными диагнозами таким образом, чтобы это не нарушало федеральный закон США, включая постановления управления по санитарному надзору за качеством пищевых продуктов и медикаментов (FDA) — рекомендуя избегать прямых заявлений о том, что эти продукты способны лечить какие-либо заболевания.
В 2006 году журнал Forbes упомянул компанию Mannatech в числе прочих в своем ежегодном списке «200 лучших малых компаний».

## Продукты компании и их научная оценка

### Продукты
На 31 декабря 2006 года, компания предлагала 24 биологических продукта, три вида гликонутриентов, семь различных средств по уходу за кожей, и систему управления весом, состоящую из 4 компонентов. Mannatech более всего известен благодаря продукту Ambrotose, «биодобавке на основе гликонутриентов, состоящей из смеси моносахаридов или молекул сахара», главному продукту компании. В заявке Комиссии по ценным бумагам и биржам США SEC, компания заявляет, что её продукты «состоят из природных ингредиентов, растительного происхождения, основанных на углеводах, и представляют собой питательные вещества, действующие обычным физиологическим путём для обеспечения оптимального здоровья и хорошего самочувствия, в отличие от продуктов других компаний, использующих синтетические углеводы».

### Исследования конкурентов
Некоторые исследователи сомневаются, что Ambrotose приносит какую-либо пользу здоровью, потому что в теле человека нет энзимов, способных расщеплять растительные волокна, содержащиеся в Ambrotose. Известный гликобиолог доктор Рональд Шнарр из медицинского университета Johns Hopkins дал интервью программе 20/20 от 1 июня 2007 года: «Все строительные кирпичики сахаров, которые требуются нашему телу производятся им из самых распространенных продуктов питания, потребляемых нами».
В 2009 было проведено «Рандомизированное исследование химиотерапии в сравнении с биохимиотерапией совместно с химиотерапией с употреблением активных ингредиентов алоэ вера у пациентов с метастатическим раком» доктором Паоло Лиссони, отдела радиационной онкологии, Госпиталя Сан Джерардо, 20052 Монца, Милан, Италия.
240 пациентов с метастатическим раком проходили химиотерапию без и с употреблением алоэ. Только 19 % пациентов получили положительную реакцию после химиотерапии, и 34 % пациентов получили положительную реакцию после курса химиотерапии вместе с употреблением алоэ.
Исследование показало, что уровень лимфоцитов у пациентов, которые только проходили химиотерапию, понизился, в то время как уровень лимфоцитов у пациентов, которые проходили химиотерапию с употреблением активного ингредиента алоэ вера — ацеманнаном, повысился.

### Исследования, спонсируемые компанией
Продукты компании Mannatech не проверялись на предмет эффективности в отношении каких-либо заболеваний, хотя в 2006 фискальном году компания заявила в бумагах для SEC, что имеет контракты с несколькими фирмами по поводу исследования её продуктов. В июне 2006, Mannatech подписала соглашение об исследованиях с Hyperion Biotechnology, Inc., в котором компания согласилась спонсировать исследование продукта Ambrotose. Кроме того в декабре 2006, Mannatech обновил соглашение от 2002, (продолженное в 2004), с медицинским институтом госпиталя St.George (St. George's Hospital Medical School), в Лондоне для поддержки финансирования «трёхлетнего клинического испытания по изучению дозировки и оптимизации» добавки Ambrotose. В штате вышеупомянутого института числится доктор Джон Аксфорд (John Axford), член совета директоров Mannatech с 2002 года, который и является главный исследователем в проекте. В дополнение к прибыли, получаемой от финансирования компанией исследования, доктор Аксфорд получил компенсацию от Mannatech в виде денег и акций за консалтинговые услуги и исполнение обязанностей в качестве члена совета директоров и представителя по внешним связям корпорации. Согласно Wall Street Journal, Mannatech опубликует некоторые из результатов, хотя они не будут проходить экспертную оценку независимых специалистов.

### Патенты
Собственный продукт Mannatech, в Ambrotose®, не только имеет патент, он имеет более 50 патентов в различных странах мира. И этого достаточно, чтобы устранить любые вопросы о том, можно ли доверять компании Mannatech, считает д-р Джон Роллинз, медицинский биолог. На протяжении 15 лет он был главным патентным специалистом в области биотехнологий Патентного бюро США в Вашингтоне, он не только одобрял Mannatech и продукты Ambrotose, он также работал в патентном бюро, когда технология, которая лежит в основе Ambrotose, находилась на рассмотрении.
Доктор Роллинз (Dr. Rollins) часто рассказывает историю своей первой встречи с Ambrotose в 1980 году. Он рассматривал ряд патентных заявок от изобретателя доктора Билла Маканелли (Dr. Bill McAnalley), который утверждал, что он смог выделить конкретное соединение из алоэ вера и что это соединение было сахарид, или сложные сахара, которые поддерживают иммунную систему и влияют на межклеточную связь. Доктор Роллинз говорит, что он был «скептиком», когда впервые услышал об этом. Потому что в то время в области технологий гликобиологии сахара не имели репутацию элементов, которые поддерживают иммунную систему и межклеточную связь. Однако, доктор Роллинз стал рассматривать технологии немного больше. По его словам, от этого опыта у него пошли «мурашки по телу».
Доктор Роллинз:

«Мы могли видеть, что это открытие действительно противоположно тому, что думали гликобиологи. Эта теория поддержания иммунной системы, поддержания межклеточной связи, это поворот на 180 градусов от мышления традиционного химика углеводов… сейчас, конечно, мы понимаем, почему новая научная теория, в частности, эта получила такую проверку».

## Судебные разбирательства и федеральные расследования
Компания известна своей литературой, сайтами и многоуровневым маркетингом, которые активно используют заявления или апелляции к якобы научным источникам о клеточной гликобиологии, что давно и активно ставится под сомнение упоминаемыми ею нобелевскими лауреатами. В своих материалах компания искажает суть проведенных учёными научных работ и привязывает их к прорыву в области гликобиологии. Подобные заявления не имеют под собой никакого основания, в связи чем чаще всего цитируемый Гюнтер Блобель и ряд других лауреатов подали жалобу генеральному прокурору Нью-Йорка в 2006 году [13].
В 2005 году против Mannatech был выдвинут групповой иск по обвинению в нарушении закона о ценных бумагах и биржах (Securities Exchange Act). Истцы заявили, что Mannatech сделала «физически ложные и вводящие в заблуждение заявления» относительно собственных продуктов.
Кроме того, Генеральным прокурором штата Техас в отношении компании проводится расследование по выдвинутым обвинениям в нарушении закона штата о недобросовестной торговой деятельности.
В ответ на эти и подобные обвинения руководитель компании Сэм Кастер заявил: «Мы идем по прямой линии, всегда четко формулируя наши мысли и всегда обучаем наш персонал: мы не занимаемся лечением, уходом или облегчением страданий при заболеваниях. Мы занимаемся улучшением качества жизни. Кто получает пользу от хорошего питания? Больные, здоровые, все. Хорошее питание полезно всем».
5 июля 2007 года генеральный прокурор Техаса Грег Эббот вынес обвинительное заключение компании Mannatech, её владельцу Сэмюэлю Кастеру и связанным с ними лицам в использовании незаконной маркетинговой схемы, нарушающей закон штата. Пресс-релиз гласит: «Сегодняшнее законодательное решение является результатом крупномасштабного расследования властями штата, которые проверили сомнительные заявления Mannatech касательно пользы её продуктов для здоровья человека».

## Появление Mannatech и личность Сэма Кастера
Исполнительный директор Сэм Кастер в прошлом не раз сталкивался с генеральным прокурором штата Техас. Его первое предприятие, бизнес по производству изоляционного материала Eagle Shield, основывался на применении технологии, якобы разработанной NASA и которая предположительно должна была приводить к 40 % экономии на расходах на отопление или охлаждение. Генеральный прокурор Техаса заключил, что продукт не приводил к заявленной экономии у потребителей.
Второй продукт Кастера, «Electrocat», продавался под видом устройства для борьбы с насекомыми. Из рекламы следовала, что прибор производит импульсную вибрацию, которая отпугивает крыс, сверчков, змей, клещей, пауков, комаров и скорпионов от жилых помещений. Однако в январе 1991 года, исследовав данный продукт, генеральный прокурор установил, что Elecrtocat вообще не производит никакой вибрации. Из официального заявления следовало, что «прибор является мистификацией, и стоит на тех же научных основаниях, что и вечный двигатель». Кастер был вынужден отозвать товар из продажи.
Г-н Кастер основал Mannatech в 1994 году, одновременно с принятием Конгрессом закона о пищевых добавках, здравоохранении и образовании 1994 года, который открыл возможности для маркетинга широкого спектра пищевых добавок. Супруга Кастера Линда позже написала и выпустила в тираж книгу «Непреложная Судьба» («Undeniable Destiny»), в которой она называет Mannatech «фирмой Иосифа», проводя параллели с библейским Иосифом, у которого, как она отмечает в книге, была данная Богом миссия.
22 августа 2007 года Сэм Кастер подал в отставку с поста исполнительного директора компании. После его ухода президентом и директором производства являлся Терри Презингер, который временно исполнял обязанности исполнительного директора, пока не ушёл со своего поста в июне 2008, согласно плану. Wall Street Journal сообщает: «Г-н Кастер предложил собственный уход для того чтобы лучше сосредоточить усилия на маркетинговой составляющей компании, — говорит член совета директоров г-н Джоуб. — Он также заявил, что совет не разочарован в г-не Кастере, но судебные разбирательства доставляют его членам немало беспокойства».
19 октября 2007 г. сообщалось, что Mannatech отказался от аудиторских услуг Grant Thornton LLP, после того как эта компания потребовала освободить Сэма Кастера от всех исполняемых обязанностей.